# Alexander von Soiron

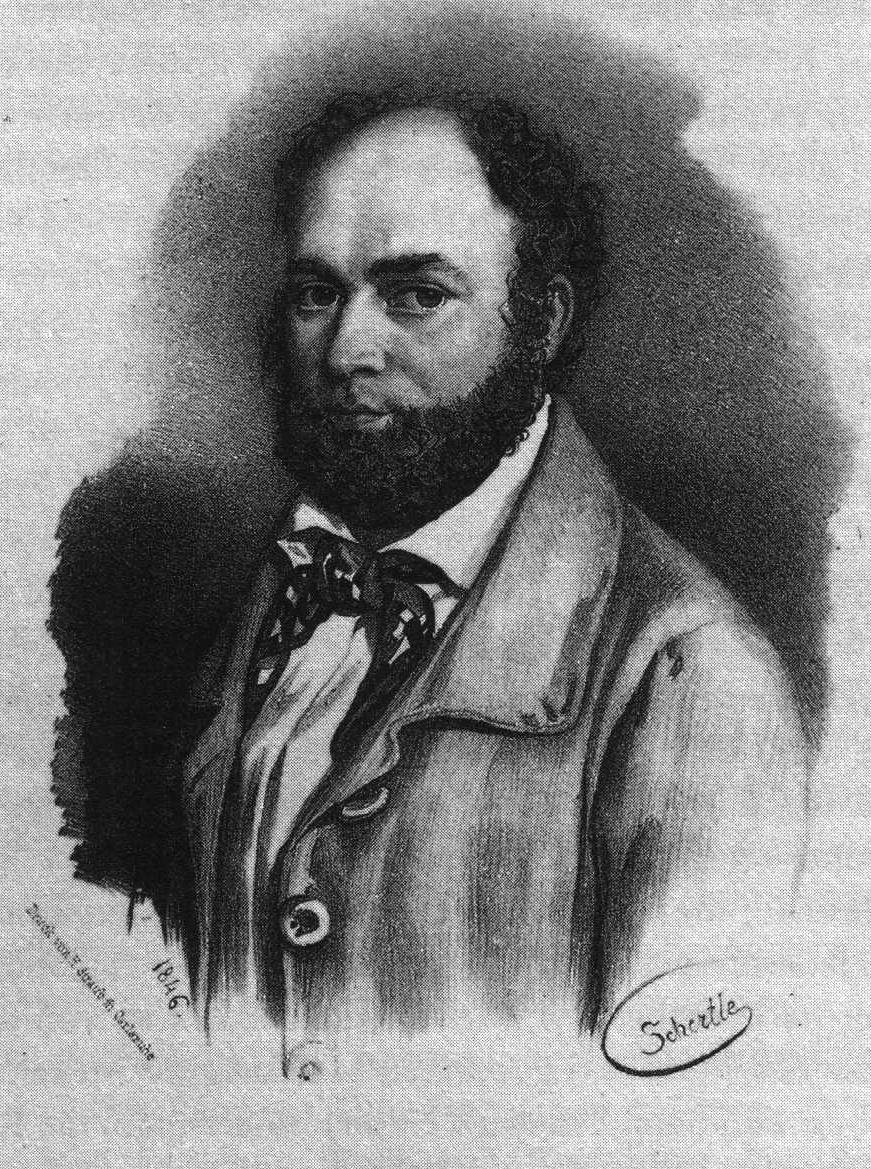
Alexander von Soiron 1846

Johann Georg Alexander Freiherr von Soiron (* 2. August 1806 in Mannheim; † 6. Mai 1855 in Heidelberg) war ein deutscher Politiker aus dem Großherzogtum Baden und Abgeordneter in der Frankfurter Nationalversammlung.
Nach juristischem Studium an der Universität Heidelberg und Bonn wurde Soiron 1834 Oberhofgerichtsadvokat in Mannheim. Während des Studiums schloss er sich 1824 der Alten Heidelberger Burschenschaft an. 1832 war er mit seinen Freunden Erhard Joseph Brenzinger, Karl Mathy und Friedrich Daniel Bassermann zusammen Teilnehmer am Hambacher Fest. 1845 wurde er Abgeordneter für Lahr in der Zweiten Kammer der Badischen Ständeversammlung, wo er zum liberalen Flügel zählte.

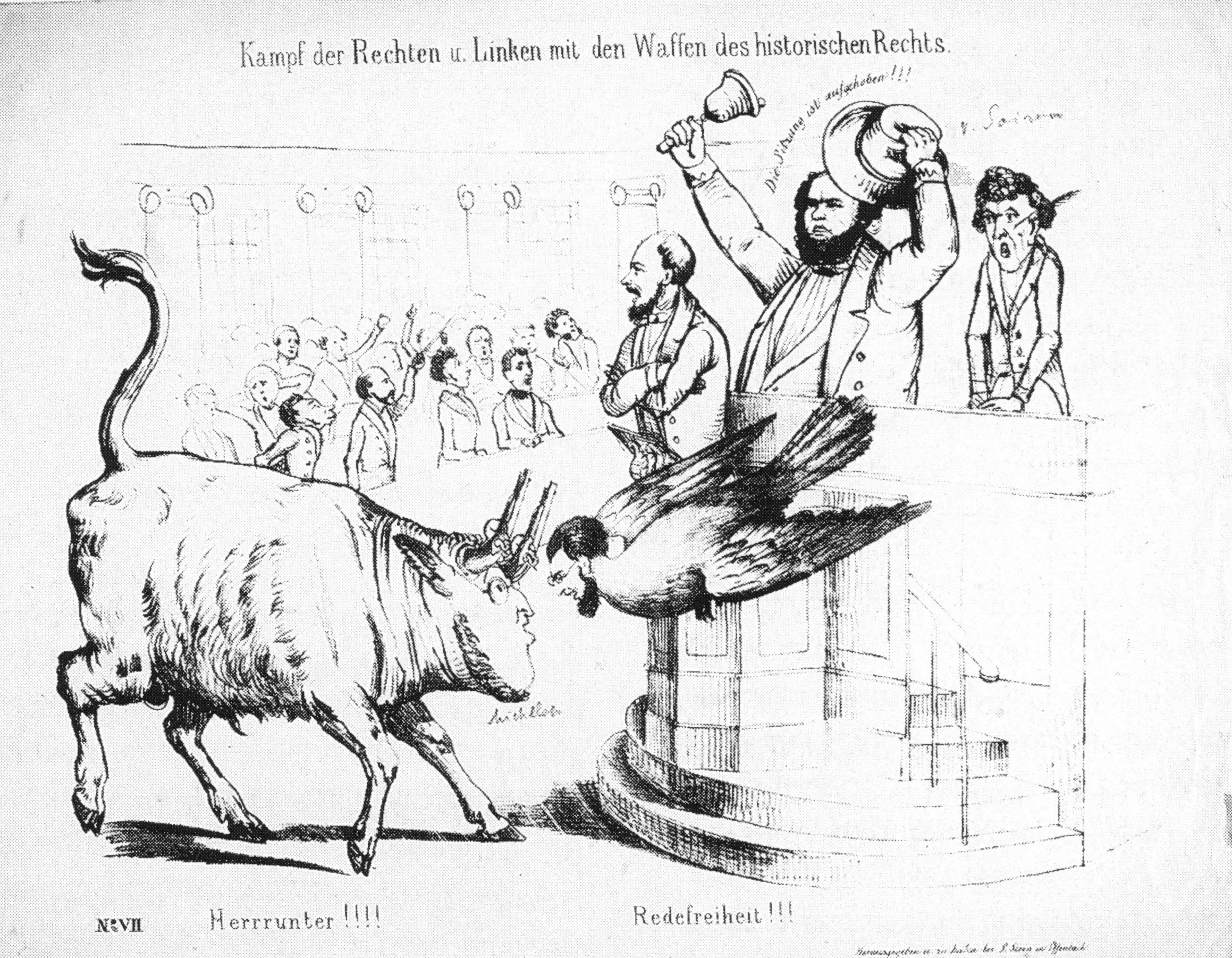
Eine Karikatur der Revolutionszeit mit Alexander von Soiron als Vizepräsident der Nationalversammlung

1847 war Alexander von Soiron Teilnehmer an der Heppenheimer Tagung, 1848 an den Volksversammlungen in Offenburg und Heidelberg. Er gehörte dem Vorparlament an und war Präsident des Fünfzigerausschusses. Über den Wahlkreis Adelsheim wurde er Abgeordneter in der Frankfurter Nationalversammlung, wo er zur Casino-Fraktion zählte. Soiron fungierte zu Beginn der Nationalversammlung als Erster Vizepräsident und gehörte mehreren Ausschüssen an, darunter dem Verfassungsausschuss und der Kaiserdeputation. Ende Mai 1849 legte er sein Mandat nieder.
Im Erfurter Unionsparlament war er Vorsitzender des Verfassungsausschusses. 1851 zog er sich aus der Politik zurück und arbeitete bis zu seinem Tode als Anwalt.

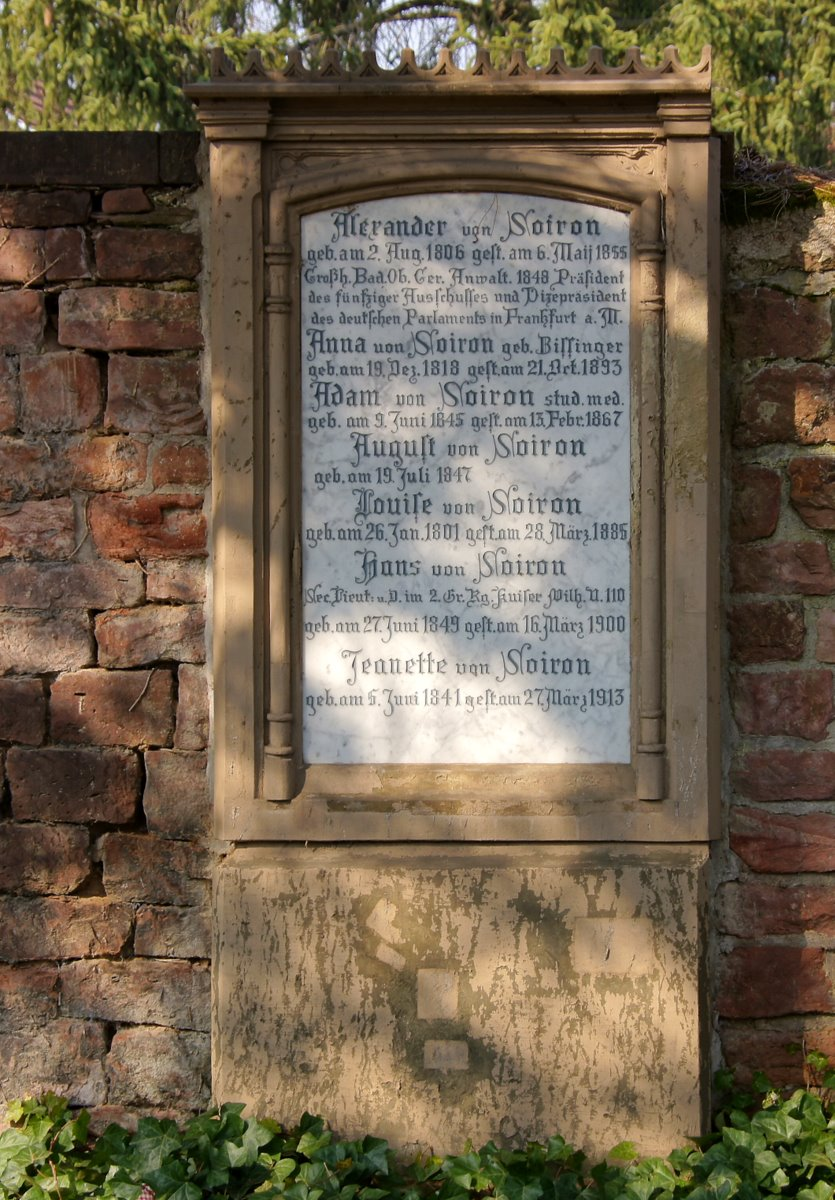
Grab von Soiron in Mannheim

Verheiratet war er ab 1840 mit Anna Bissinger (1818–1893), Tochter des Mannheimer Wein- und Speisegastwirts Karl Bissinger (1780–1847) und Schwester des Landschaftsmalers Joseph August Bissinger. Die Stadt Mannheim benannte eine Straße nach ihm (Soironstraße im Mannheimer Stadtteil Wohlgelegen) und pflegt sein Grab auf dem Mannheimer Hauptfriedhof als Ehrengrab. Das Grab ist eine Sandsteinstele in neugotischer Form mit einer Marmorplatte und wulstförmiger Umrahmung. Ein umgekehrter Rundbogenfries dient als Gesimsabschluss.